# 232 Русија
232 Русија (лат. 232 Russia) је астероид главног астероидног појаса са пречником од приближно 53,28 km.
Афел астероида је на удаљености од 3,002 астрономских јединица (АЈ) од Сунца, а перихел на 2,099 АЈ.
Ексцентрицитет орбите износи 0,177, инклинација (нагиб) орбите у односу на раван еклиптике 6,070 степени, а орбитални период износи 1488,256 дана (4,074 године).
Апсолутна магнитуда астероида је 10,25 а геометријски албедо 0,049.
Астероид је откривен 31. јануара 1883. године.